# Cinq colonnes à la une
Cinq colonnes à la une est le premier magazine télévisé d'information français diffusé du 9 janvier 1959 jusqu’au 3 mai 1968 sur RTF Télévision (puis ORTF). Lancé à l'initiative de Jean d'Arcy, directeur des programmes de RTF, produit par Pierre Lazareff, Pierre Desgraupes, Pierre Dumayet (les « trois Pierre plus Paul Gordeaux le quatrième mousquetaire »), le magazine est réalisé par Igor Barrère, la secrétaire générale Éliane Victor assurant un rôle de coordination. L'émission est emblématique de la présidence du général de Gaulle puisqu'elle l'accompagne de sa prise de fonction jusqu'aux événements de mai 1968, un an avant son départ du pouvoir.
Ayant lancé le genre du magazine de reportages à la télévision française, ce rendez-vous est depuis lors considéré comme une référence pour ce format d'émissions de télévision.

## Principe de l'émission
Le titre est inspiré d’une expression de Paul Gordeaux, l'inventeur, entre autres, des bandes dessinées verticales de la der « le crime ne paie pas et les amours célèbres » : le texte des journaux est alors généralement réparti sur cinq colonnes verticales. L’article à la une (sur la première page) affiche un titre d’une largeur de cinq colonnes, signifiant par là qu’il relève d’une importance majeure. 

« Si vous voulez être connu, il vaut mieux que l'on dise de vous sur 5 colonnes à la une de France-Soir : « ce type est un salopard » plutôt qu'à la page des petites annonces « ce type est formidable, il cherche du boulot » ! »

— Pierre Lazareff
L'indicatif musical du générique de l'émission est La Danse des flammes, extraite de la musique du ballet Le Rendez-vous manqué de Michel Magne.
Le magazine se compose d’un assemblage d’une douzaine de reportages en moyenne, d’une durée de 90 minutes. Cinq colonnes à la une fixe aux téléspectateurs un rendez-vous mensuel, placé à une case horaire de choix : 20 h 30. Très attendue et très remarquée, l’émission s’articule sur une succession de séquences, où le rythme est rapide et où l’attention ne doit pas faiblir. Elle se présente comme « un produit pédagogique » : « une introduction qui présente les faits, les lieux, les acteurs de l’évènement […], puis une partie centrale composée d’une succession d’interviews, entrecoupées d’images et de commentaires de transition, destinés à exposer les différents aspects du sujet ; enfin une conclusion, le plus souvent formulée en voix off par le journaliste ». Elle adopte la technique de la presse écrite : le vœu de Pierre Lazareff est respecté.
Cette émission repose avant tout sur « la présence du reporter sur le terrain qu’il met en scène à l’écran […]. Le reportage y apparaît simultanément comme le témoin, l’acteur et le narrateur de ce qu’il a vu ». Autre innovation : l’association inédite d’un journaliste à un réalisateur « qui souligne leur volonté de donner la primauté à l’image et de présenter un produit visuel de qualité ». Pierre Lazareff veut moderniser le journalisme audiovisuel et le décliner sur un mode original : « je veux […] recréer sur le petit écran quelque chose qui ait une force percutante aussi grande que l’événement lui-même ». La grande diversité des thèmes abordés, l’alternance de séquences graves et de séquences plus légères confèrent à l’émission un ton particulier.
Exemple, le programme de l’émission du mois d’avril 1961 où figurent dix reportages : New York, cible no 1 – Léo Ferré – Angola – Sacha Distel – Le procureur – Les Frères Jacques – École de mannequins – Chine 1961 – Charles Trenet – Planning familial à Grenoble. Dans ce programme, l’actualité légère est illustrée par Ferré, Distel ou Trenet, tandis que les informations généralistes de société se focalisent sur la justice ou la politique. Cette dernière est le domaine réservé des pays étrangers : le magazine fait le point sur la situation chinoise et évoque la menace castriste aux États-Unis (New York, cible no 1). Cette diversité est en grande partie à l’origine de sa consécration par le public.
Les professionnels de l’audiovisuel les premiers accueillent l’émission avec tous les honneurs. D’ailleurs, les producteurs ouvrent régulièrement leurs « colonnes » à des collaborations extérieures. Le public quant à lui, semble « avoir trouvé ce qu’il attendait plus ou moins confusément depuis la naissance de la télévision : la force d’évocation de l’image télévisée ». Le succès est foudroyant : l’émission est la plus regardée du petit écran. Toute cette attention incite au contrôle accru de son contenu, mais paradoxalement, cette notoriété engendre aussi une certaine autonomie.

## La première émission
Le 9 janvier 1959, lendemain de la prise de fonction du général de Gaulle à la présidence de la Cinquième République, le premier numéro de l'émission est diffusé. Au programme de la première émission : une interview de Brigitte Bardot, les vœux de Jean XXIII aux Français ainsi qu'un sujet sur Yves Montand. On y traite aussi de la confrontation entre trois ouvriers (un Allemand, un Italien et un Français) au sujet de l'avenir du Marché commun européen et un reportage sur un poste militaire en Algérie.
Si la forme est innovante, il en va de même pour le contenu. Dès cette première émission, le magazine s’attaque donc au plus délicat sujet d’actualité du moment : la guerre d'Algérie. Ainsi les journalistes évoquent-ils le sergent Robert amené à représenter tous les autres appelés qui font leur service militaire, les difficultés de l’armée, la réalité des combats, les hommes du FLN et les désillusions des pieds-noirs. L'émission souffle alors comme une bombe sur le monde des médias. Le reportage-document vient ainsi d'être inventé par Pierre Desgraupes et Igor Barrère.
Pourquoi ce droit aux sujets tabous ? Rènald Perquis propose son analyse : « entre janvier 1959 et octobre 1962, la vingtaine de reportages sur l’Algérie établit avec la ligne politique suivie par le gouvernement, un parallèle flagrant ». Il poursuit : lorsqu’un reportage se consacre à développer l’information en Algérie, « soit il s’inscrit dans une ligne officielle, soit il fait l’exposé des thèses qui s’opposent ». Mais mise à part l’Algérie, le magazine n’évoque qu’épisodiquement des faits de politique intérieure. Et si on ne parle que très rarement des évènements politiques, Cinq colonnes compense néanmoins cette carence par de brillants reportages de politique étrangère.

## Face à la censure
De l’idée du reportage à la diffusion de la séquence, toutes les étapes de l’élaboration du magazine sont contrôlées.
L’équipe de Cinq colonnes dispose d’un mois entier pour concevoir, tourner puis monter les diverses séquences qui composeront le magazine. Et à chaque étape de la fabrication, s’exerce un rigoureux contrôle, qui déleste les producteurs de quelques-unes de leurs prérogatives. Le magazine surmonte cette contrainte spécifique car, en règle générale, il « ne s'intéresse pas aux problèmes de politique intérieure et ne donne jamais la parole à des adversaires ou à des partisans du pouvoir en place », Cinq colonnes se ménageant ainsi un îlot de liberté dans le cadre d'une télévision largement contrôlée par l'État.
Au cours de conférences des programmes, l’ossature du magazine est décrétée. À ce stade, on dresse une liste de sujets qui doivent recevoir l’aval de la direction de l’actualité télévisée et de la direction des programmes, toutes deux influencées par le contrôle du ministère de l'Information. Lorsqu’on arrive à boucler un reportage dont le sujet est sensible, il reste à subir l’épreuve de la projection privée en présence des censeurs du gouvernement. « La veille de la diffusion sur un sujet comme l’Algérie par exemple, il y avait tout le gâteau des ministres et des généraux concernés […] ; s’il y avait un gendarme dans le sujet, automatiquement, il y avait un patron de la gendarmerie » explique Michel Honorin lorsqu’il évoque le début de sa carrière.
S’il arrive qu’on interdise une séquence, ce n’est pourtant pas la règle. L’usage veut que ce soit le directeur des programmes qui vise en premier lieu toutes les séquences. Si les producteurs ne peuvent prétendre en aucun cas à s’attaquer ouvertement au gouvernement, le magazine jouit pourtant d’une liberté de ton et d’esprit reconnus par tous. L’émission jouit d’une très grande popularité auprès du public et représente ainsi une arme décisive. Pierre Desgraupes décrit le phénomène en 1961 : « il y a très peu de censure […]. Il y a seulement des pressions politiques qui nous font choisir tel sujet. Une seule séquence, sur l’Algérie, a sauté il y a un an environ. La meilleure défense de l’émission contre la censure ? Sa très grande popularité auprès du public ».
En effet, lorsque la pression politique devient trop lourde à supporter, l’influent Pierre Lazareff publie dans la presse des communiqués dénonçant la censure, avant même que celle-ci soit effective. À propos d’un reportage d’Édouard Sablier et de Jean-Pierre Gallo sur les événements d’Irak de 1963 et le rôle du nassérisme au Moyen-Orient, le communiqué publié dans la presse en révèle le détail : « La direction générale de la RTF a interdit, à la demande d’un représentant du Quai d’Orsay, la diffusion de cette séquence. Pourtant, elle était de l’avis même de ceux qui l’ont censurée, en tout point objective et mesurée […]. Ces crises devenant de plus en plus fréquentes, rendent de plus en plus hasardeuse la réalisation d’une émission du type Cinq colonnes. Dans ces conditions, les producteurs se trouvent bien malgré eux dans l’obligation d’attendre […] que des garanties élémentaires mettent l’information télévisée à l’abri d’incident de ce genre »… Ainsi, une semaine plus tard, la RTF publie-t-elle à son tour un communiqué qui annonce la diffusion du reportage. Pierre Lazareff fait ainsi planer la menace d’un arrêt pur et simple du fleuron des émissions de la télévision
Les producteurs sabordent le magazine en mai 1968 pour protester contre les mesures gouvernementales prises à la suite des « événements ». L’émission ressuscite quelques mois plus tard en un De nos envoyés spéciaux, mais l’ambition et l’entrain du début n’y sont plus. Cinq colonnes disparaît définitivement des écrans de l’ORTF en mai 1968.
Le magazine actuel Envoyé spécial — diffusé à partir de 1990 sur Antenne 2, chaîne devenue France 2 en 1992 — semble être l'émission héritière de Cinq colonnes à la une et lui ressemble par son déroulement en plusieurs rubriques, avec des thèmes différents.

## Pour approfondir